# Ilie Subășeanu
Ilie Subășeanu (* 6. Juni 1906 in Temesvár, Königreich Ungarn, Österreich-Ungarn; † 10. Dezember 1980) war ein rumänischer Fußballspieler auf der Position des Stürmers.

## Karriere
Subășeanu spielte auf Vereinsebene für Olympia Bukarest. International bestritt er zwei Länderspiele für die rumänische Nationalmannschaft. Sein Debüt gab er am 21. April 1929 beim 3:0 in einem Freundschaftsspiel gegen Bulgarien. Sein zweites und letztes Länderspiel bestritt Subășeanu am 10. Mai 1929 beim 2:3 im Spiel um den König-Alxander-Pokal, in dem er mit der zwischenzeitlichen 1:0-Führung sein einziges Länderspieltor für Rumänien erzielte.
Anlässlich der Einladung des rumänischen Fußballverbandes zur Teilnahme an der ersten Fußball-Weltmeisterschaft 1930 in Uruguay wurde Subășeanu für die rumänische Auswahl nominiert. Dort kam er jedoch weder beim  3:1 gegen Peru noch beim 0:4 gegen den Gastgeber und späteren Weltmeister Uruguay zum Einsatz.